# Komszomolszki járás (Habarovszki határterület)
A Komszomolszki járás (oroszul Комсомольский район) Oroszország egyik járása a Habarovszki határterületen. Székhelye Komszomolszk-na-Amure.

## Népesség
- 1989-ben 33 649 lakosa volt.
- 2002-ben 31 563 lakosa volt.
- 2010-ben 29 121 lakosa volt.